# 拉環礁
北马洛斯马杜卢环礁（羅馬化：Maalhosmadulu Uthuruburi），行政名称为拉環礁（英語：Raa Atoll；以第四个它拿字母命名），是馬爾代夫的行政環礁，由1個環礁大部及另一個島嶼組成，共88個島嶼（其中17個有人居住）組成，人口為16739。
拉環礁是行政環礁，僅為行政區劃，並不是自然環礁。一如其他行政環礁，這些名稱並不能精確地從地理或文化上劃分馬爾代夫。

## 外部連接
. 馬爾代夫官方.   [2016-12-30]. （原始内容存档于2021-01-15）.